# Parembia persica
Parembia persica is een insectensoort uit de familie Embiidae, die tot de orde webspinners (Embioptera) behoort. De soort komt voor in Iran en Somalië.
Parembia persica is voor het eerst wetenschappelijk beschreven door McLachlan in 1877.